# Courtney Barnett
Courtney Melba Barnett (Sydney, 3 de novembro de 1987) é uma cantora, compositora e musicista australiana. Conhecida por seu estilo deadpan de canto, com letras espirituosas e humor sarcástico, ela atraiu a atenção com o lançamento de seu EP de estreia I've Got a Friend Called Emily Ferris em 2012. O interesse internacional veio com o lançamento de seu EP The Double EP: A Sea of Split Peas em 2013.
O álbum de estreia de Barnett Sometimes I Sit and Think, and Sometimes I Just Sit foi lançado em 2015 com aclamação generalizada do público. No ARIA (Australian Recording Industry Association) Music Awards de 2015, ela ganhou quatro prêmios de oito indicações. Foi nomeada para Melhor Artista Revelação no 58º Grammy Awards e Artista Solo Feminina Internacional no Brit Awards de 2016. Em 2017, lançou Lotta Sea Lice, um álbum colaborativo com Kurt Vile. Em 2018 aclamou ainda mais seu público lançando seu segundo álbum Tell Me How You Really Feel. O terceiro álbum de estúdio de Barnett, Things Take Time, Take Time, chegou em novembro de 2021.

## Vida pessoal
Courtney Melba Barnett nasceu em Sydney em 3 de novembro de 1987. Seu nome do meio vem da cantora de ópera Nellie Melba. Ela cresceu na área das Praias do Norte de Sydney. Sua mãe era uma bailarina. Quando ela tinha 16 anos, sua família se mudou para Hobart, onde frequentou a St Michael's Collegiate School e a Tasmanian School of Art. Tendo crescido ouvindo bandas americanas, ela descobriu os cantores e compositores australianos Darren Hanlon e Paul Kelly, que a inspiraram a começar a escrever canções. Enquanto lutava por uma carreira musical, ela trabalhou como motorista de entrega de pizza.
Barnett manteve um relacionamento com a colega músicista Jen Cloher de 2012 a 2018. Inicialmente escreveram juntas a música "Numbers" sobre seu relacionamento, seguida de "Pickles from the Jar" (Barnett), onde também detalha seu relacionamento. Cloher é mencionada na primeira linha de "Dead Fox". Barnett chamou Cloher de "enorme influência constante" em sua música. Ela também tocou guitarra na banda de Cloher de 2012 a 2018.

## Carreira
De 2010 a 2011, Barnett iniciou sua carreira profissional tocando a segunda guitarra na banda grunge de garagem de Melbourne Rapid Transit. A banda lançou um único um álbum com o mesmo nome em cassete, que agora é considerado item raro de colecionador. Barnett também gravou muitas versões iniciais de suas canções com uma banda chamada Courtney Barnett and the Olivettes, que mais tarde foi encurtada para The Olivettes. Eles lançaram um CD demo EP ao vivo, com apenas 100 cópias sendo produzidas, que foram numeradas à mão. Nessa época, Courtney também participou de uma faixa do cantor e compositor de Melbourne, Giles Field chamada "I Can't Hear You, We're Breaking Up", cujo lançamento se deu no final de 2011, participando como co-autora da música.
Entre 2011 e 2013, Barnett foi membra da banda australiana de psych-country Immigrant Union, um projeto musical fundado por Brent DeBoer (do The Dandy Warhols) e Bob Harrow. Além de compartilhar os vocais, Barnett tocou predominantemente no estilo slide guitar e está no segundo álbum de estúdio da banda, Anyway. DeBoer também tocou bateria no primeiro EP de Barnett, I've Got a Friend called Emily Ferris. Ele ingressou em 2012 para a gravadora que Barnett havia recém fundado, a Milk! Records.
Em 2013, Barnett tocou guitarra solo no terceiro álbum de estúdio de Jen Cloher, In Blood Memory, que também foi lançado pela Milk! Records. Após o lançamento de seu primeiro EP, Barnett assinou contrato com a Marathon Artists (através de seu selo House Anxiety). Em agosto de 2013, Marathon Artists lançou The Double EP: A Sea of Split Peas, um pacote combinado do primeiro EP de Barnett e seu segundo EP, How to Carve a Carrot Into a Rose. O EP duplo trouxe aclamação da crítica internacional para Barnett, com "Avant Gardener", o primeiro single, nomeado como a "música do dia" pela Q Magazine e entre as 100 melhores músicas do ano pela Pitchfork em 2013. Também foi nomeado o álbum da semana pela Stereogum. A faixa "History Eraser" foi indicada para a APRA na categoria Canção do Ano. How to Carve a Carrot into a Rose foi lançado em edição limitada pela Milk! Records como um EP autônomo em outubro de 2013. A gravadora Marathon Artists/House Anxiety fez parceria com Mom + Pop Music para o lançamento nos EUA do The Double EP em 2014.
A gravadora Milk! Records lançou um EP de compilação, A Pair of Pears (with Shadows), em vinil branco de 10" em setembro de 2014, após uma campanha de financiamento coletivo em julho daquele ano. O EP incluiu a faixa de Barnett, "Pickles from the Jar", que posteriormente foi premiada com o número 51 na lista da rádio australiana Triple J para 2014.

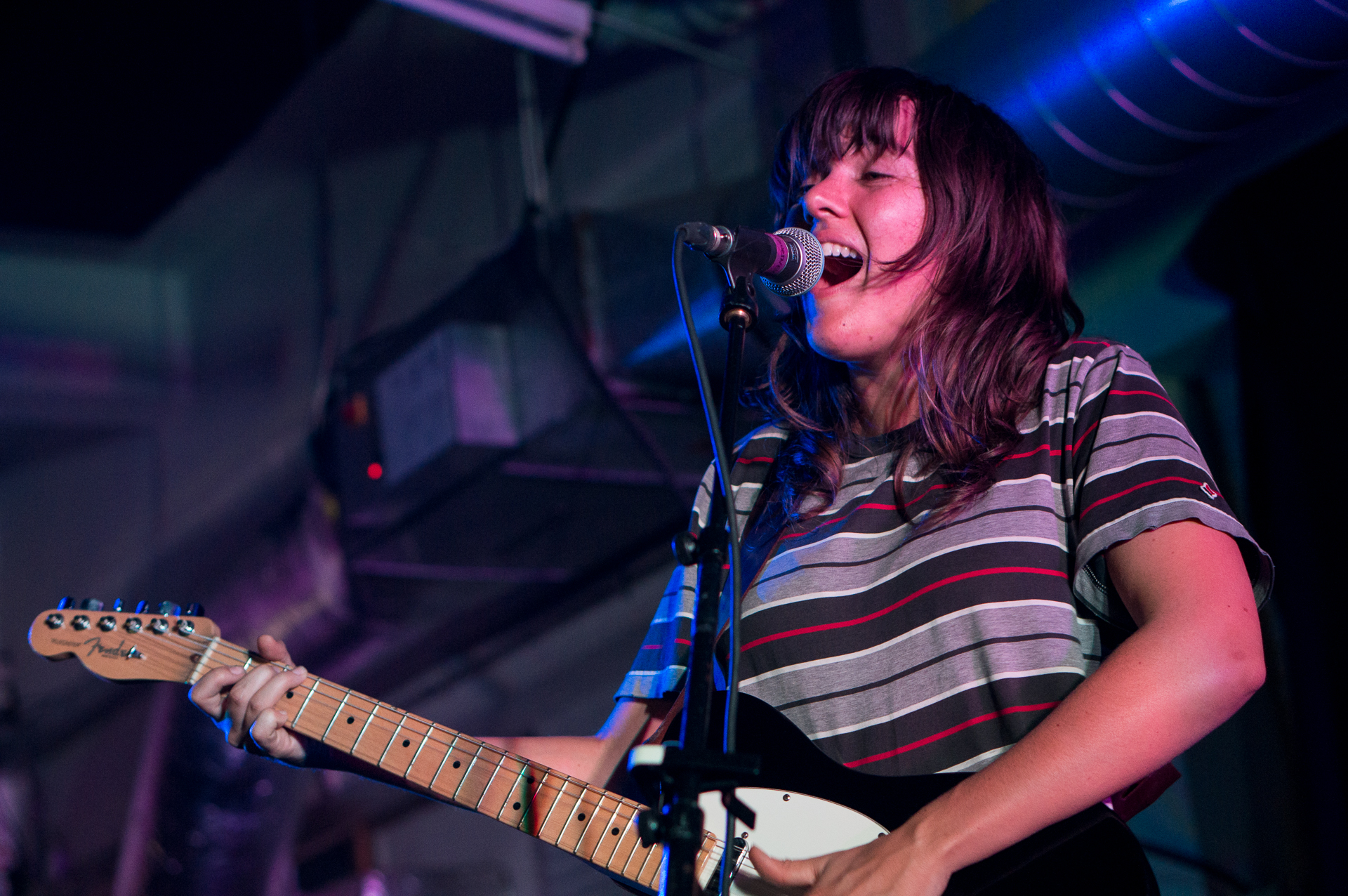
Barnett em Rough Trade em março de 2015

Em 30 de janeiro de 2015, Barnett divulgou detalhes sobre seu primeiro álbum completo, gravado em abril de 2014 com Burke Reid, juntamente com dois singles, "Pedestrian at Best" e "Depreston" e vídeoclipes que o acompanham. O videoclipe de "Pedestrian at Best" apresenta Cloher e Fraser A Gorman. Seu álbum de estréia, Sometimes I Sit and Think, and Sometimes I Just Sit, foi lançado mundialmente pela Milk! Records na Austrália, Marathon Artists/House Anxiety no Reino Unido e demais países, e Mom + Pop Music nos EUA em 23 de março de 2015. Foi acompanhado por turnês no Reino Unido e Europa, América, e Austrália e Ásia. 
Sometimes I Sit and Think foi aclamado pela crítica, The Times, Pitchfork e o Chicago Tribune. Até o lançamento de Sometimes I Sit and Think, and Sometimes I Just Sit, os músicos que companhavam Courtney Barnett, Bones Sloane e Dave Mudie excursionaram como Courtney Barnett and the Courtney Barnetts.

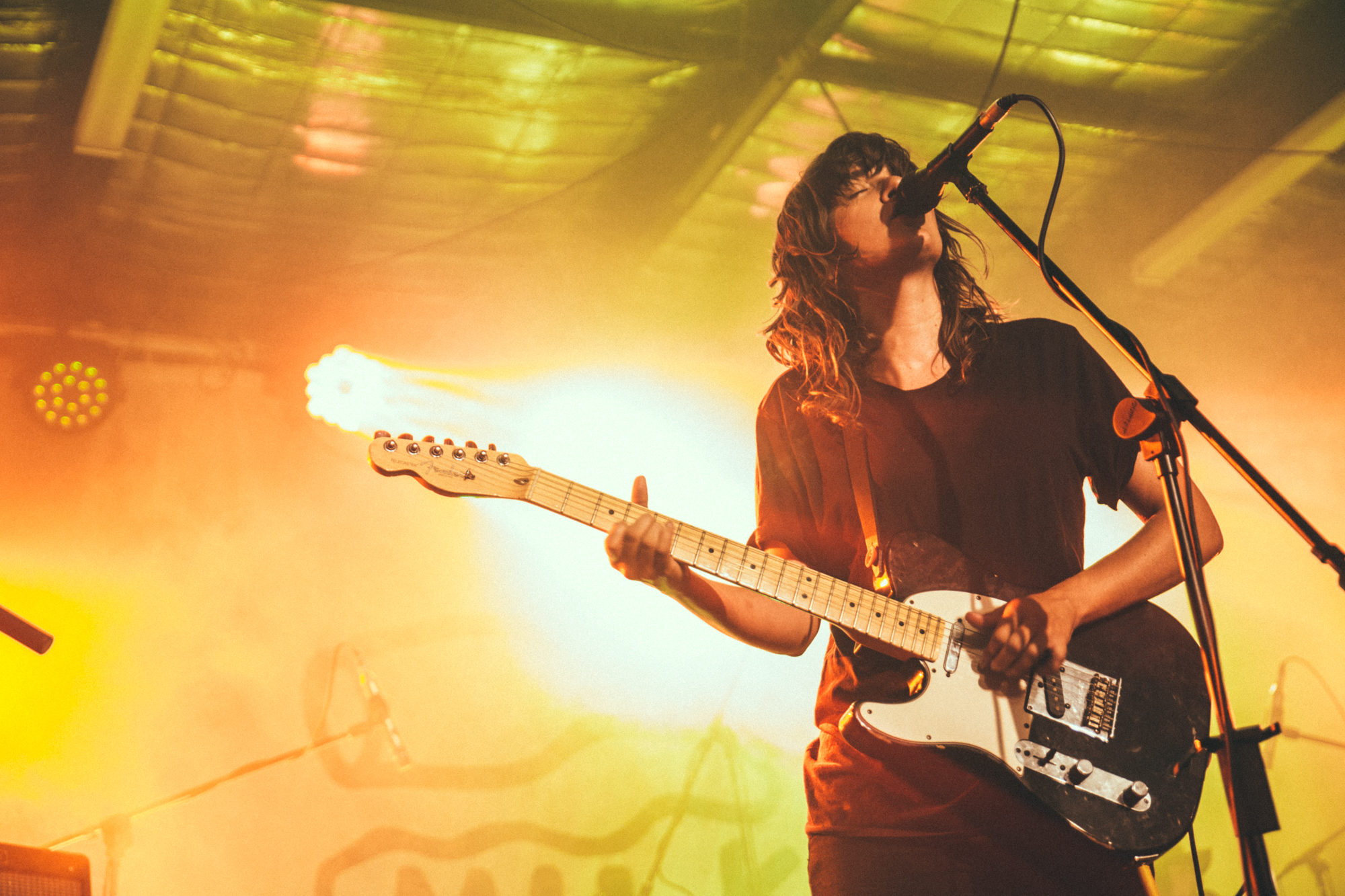
Courtney Barnett tocando no Miami Marketta em 2016

Em agosto de 2015, a gravadora britânica de Barnett, a Marathon Artists, em parceria com Mom + Pop Music and Milk! Records, lançou uma campanha global de guerrilha para o lançamento de seu single Nobody Really Cares If You Don't Go to the Party. Outdoors e cartazes com o título da música foram lançados em Londres, Nova York, Los Angeles, Melbourne e Sydney. A campanha atraiu muito interesse online e nas mídias sociais e culminou em um show surpresa em Camden, Londres.
Nos shows, Dan Luscombe (do The Drones) tocou frequentemente guitarra e teclados, tendo participado em outros trabalhos como How to Carve a Carrot Into a Rose e Sometimes I Sit and Think, and Sometimes I Just Sit, o último dos quais ele também foi co-produtor. Quando Luscombe não estava disponível, a banda tocou como um trio, com Barnett cuidando de todas as funções de guitarra. Luscombe não tocou nas turnês de 2015 de Barnett, no entanto, e agora ela se refere à banda como "CB3" em sua página no Facebook. O apelido CB3 também aparece com destaque no bumbo do baterista Dave Mudie. 

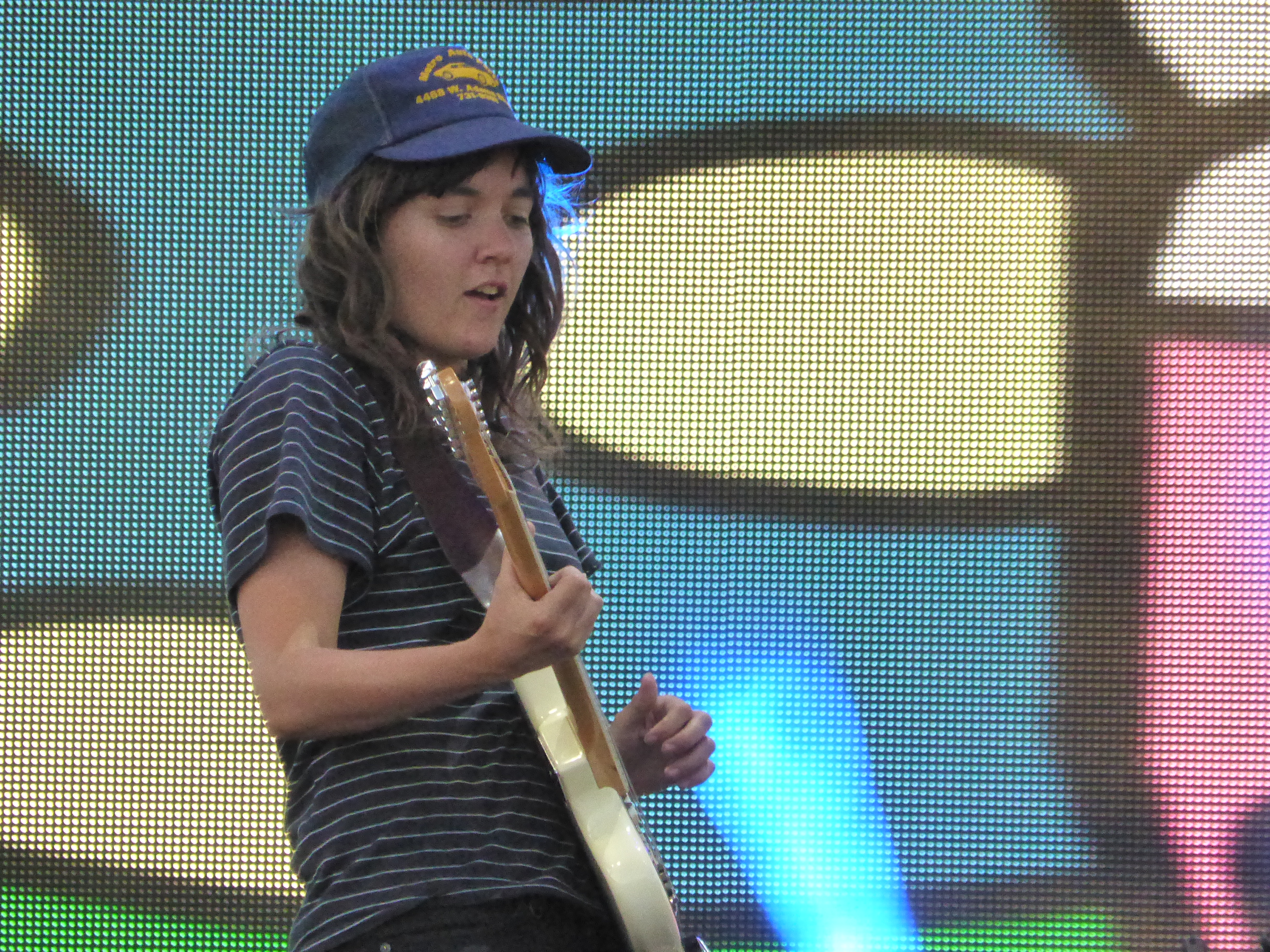
Courtney Barnett no festival Coachella em 2016

Barnett foi indicada em oito categorias no ARIA Music Awards de 2015, e ganhou quatro troféus: Artista Revelação, Melhor Artista Feminina, Melhor Lançamento Independente e Melhor Arte de Capa para Sometimes I Sit and Think, and Sometimes I Just Sit. No final de 2015, Barnett foi indicado ao Grammy Award na categoria Melhor Artista Revelação. Mais tarde, ela foi nomeada para Melhor Mulher Internacional em 2016 para o prêmio Brit awards. Em 21 de maio de 2016, ela foi a convidada musical no final da temporada da 41ª temporada do Saturday Night Live, apresentada por Fred Armisen. Em janeiro de 2016, Barnett apareceu na capa da revista de música australiana Happy Mag. E em 27 de maio de 2016, ela foi a convidada musical do The Tonight Show Starring Jimmy Fallon.
Em 2017, Barnett e Kurt Vile gravaram o álbum colaborativo Lotta Sea Lice, lançado pela Matador Records, Marathon Artists e Milk! Records em 13 de outubro. Alguns dos colaboradores do álbum incluem Stella Mozgawa, Mick Harvey, Mick Tuner e Jim White do Dirty Three. O primeiro single "Over Everything" foi lançado em 30 de agosto de 2017 acompanhado pelo videoclipe dirigido por Danny Cohen. "Over Everything" inicialmente surgiu depois que Vile, da Filadélfia, escreveu a música pensando justamente no timbre de na voz de Barnett. O segundo single "Continental Breakfast" foi lançado em 26 de setembro de 2017. Em junho de 2017, Vile e Barnett anunciaram uma turnê norte-americana. A dupla foi apoiada pelo Sea Lice, uma banda com Janet Weiss (Sleater-Kinney, Wild Flag), Rob Laakso (The Violators, The Swirlies, Mice Parade), Stella Mozgawa (Warpaint) e Katie Harkin (Sky Larkin que acompanha Sleater-Kinney e Wild Beasts em turnês).

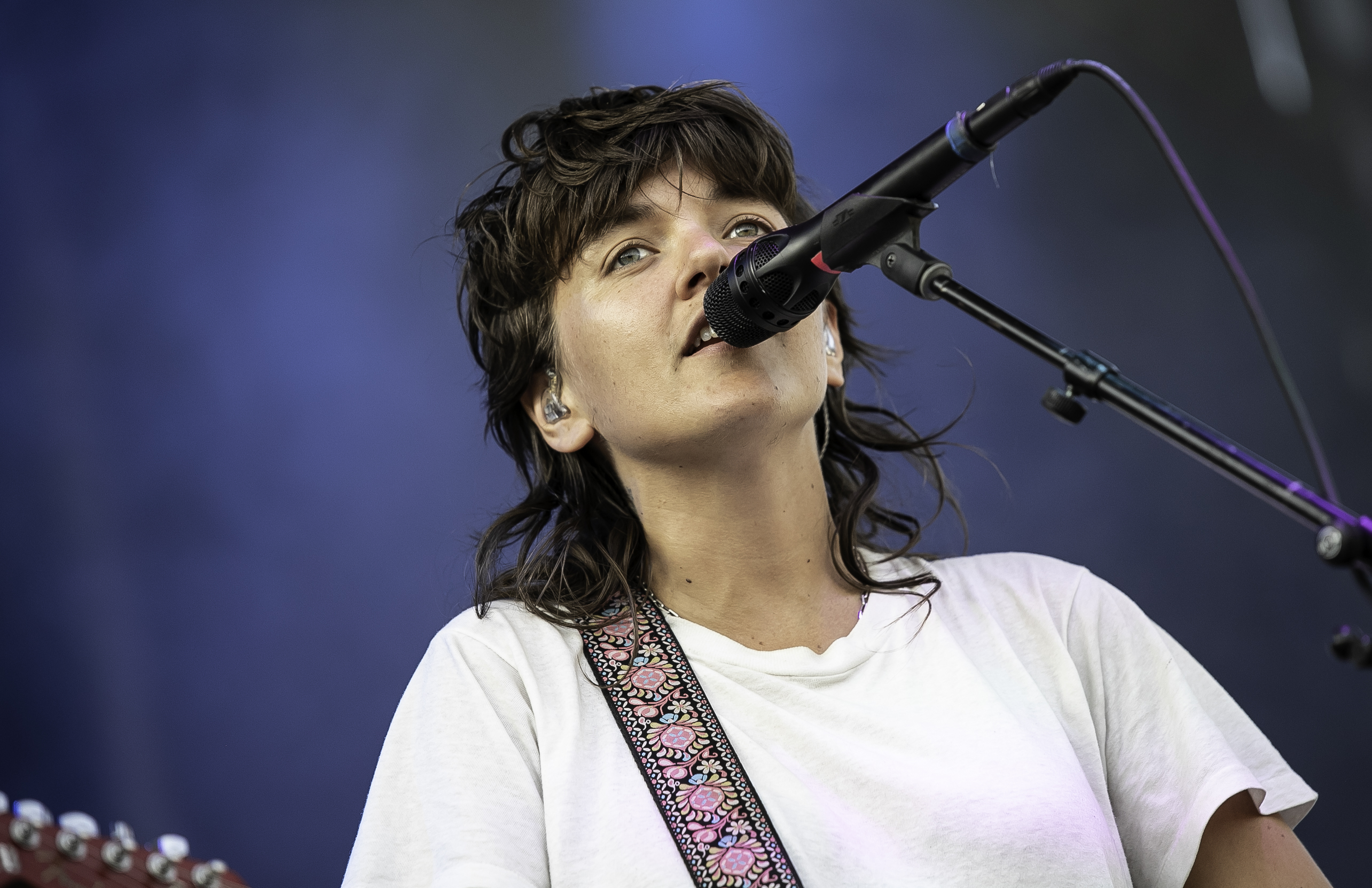
Courtney Barnett se apresentando em 2019

Em 12 de fevereiro de 2018, Barnett anunciou um novo álbum em suas contas de mídia social, apresentando-se experimentando vários instrumentos musicais num clipe terminando com o slogan Tell Me How You Really Feel. Barnett lançou os singles "Nameless, Faceless", "Need A Little Time", "City Looks Pretty" e "Sunday Roast" de seu segundo álbum solo, que foi lançado em um evento privado no Lansdowne Hotel de Sydney em abril de 2018 e apresentada pela ex-Go-Between, Lindy Morrison. O álbum foi finalmente lançado em 18 de maio de 2018 e intitulado Tell Me How You Really Feel. O álbum tratou, em parte, dos pensamentos de Barnett sobre o isolamento na era da mídia social. "City Looks Pretty" foi destaque na trilha sonora do videogame FIFA 19.
Em 2019, Barnett foi adicionado à lista do festival Woodstock 50, mas o festival foi cancelado em maio devido à pandemia de COVID-19. Em dezembro de 2020, a NME informou que um documentário intitulado Anonymous Club explorando "a vida interior da notoriamente tímida Barnett em meio a sua significativa ascensão à fama" está em andamento após receber US$ 2,5 milhões em financiamento da Screen Australia. Em 7 de julho de 2021, Barnett lançou "Rae Street", o primeiro single de seu terceiro álbum de estúdio, Things Take Time, Take Time, lançado em 12 de novembro de 2021. 

## Equipamentos e estilo
Courtney Barnett é canhota por isso usa guitarras construídas para a mão esquerda, com afinação padrão e ordem de cordas para canhotos (cordas baixas na parte superior, cordas altas na parte inferior). Ela eventualmente toca guitarras destras viradas de cabeça para baixo, mas não prefere. Ela aprendeu a tocar em violões e, não gostando do som de uma palheta, desenvolveu seu próprio método de guitarra "fingerstyle", que mais tarde aprimorou para usar em guitarras elétricas. Ela diz saber usar uma palheta e que provavelmente poderia tocar melhor com uma, mas prefere tocar apenas com os dedos; dedilhando com o polegar e o dedo indicador nas partes rítmicas e usando o dedo indicador como se usaria uma palheta para as partes principais. Ela prefere tocar na afinação padrão, mas tem usado afinação em sol maior para guitarra slide.
Entre as guitarras que ela usa para shows e gravações estão uma Harmony H59 e várias Fenders, incluindo Jaguars, Stratocasters e Telecasters, que ela utiliza com cordas Ernie Ball Power Slinky de espessura 0,011-0,048. Ela toca através de amplificadores Fender Hot Rod Deville e Fender Deluxe, com vários pedais de efeitos, incluindo um pedal de overdrive Fulltone OCD, um "pedal de delay barato" e um pedal de chorus.

## Membros da banda
Atualmente
- Bones Sloane – baixo, backing vocals (2013–presente)
- Dave Mudie – bateria, percussão, backing vocals (2013–presente)

Ex-membros
- Alex Hamilton – guitarra, backing vocals (2012–2013)
- Pete Convery – baixo (2012–2013)
- Dan Luscombe – guitarra, teclado, backing vocals (2013–2014; membro da turnê 2017)

Membros de turnês
- Katie Harkin – guitarra, teclado, backing vocals (2018)
- Lucy Waldron – violoncelo, backing vocals (2019–presente)
- Stella Mozgawa – bateria, percussão, teclado (2021–presente)

## Discografia

### Álbuns de estúdio
- Sometimes I Sit and Think, and Sometimes I Just Sit (2015)
- Tell Me How You Really Feel (2018)
- Things Take Time, Take Time (2021)

### Álbuns colaborativos
- Lotta Sea Lice (com Kurt Vile)

### Álbuns ao vivo
- MTV Unplugged (Live in Melbourne) (2019)
- From Where I’m Standing: Live from the Royal Exhibition Building, Melbourne (2021)

### EPs
- I've Got a Friend Called Emily Ferris (2012)
- How to Carve a Carrot into a Rose (2013)
- The Double EP: A Sea of Split Peas (2013)